# Городское поселение Шатура
Городско́е поселе́ние Шату́ра — упразднённое муниципальное образование (городское поселение) в Шатурском муниципальном районе Московской области. Было образовано в 2005 году. Включает 24 населённых пункта, крупнейший из которых — город Шатура. Глава городского поселения и председатель Совета депутатов — Штапкин Сергей Александрович.

## География
Площадь территории — 355,19 км².
Городское поселение Шатура находится в северо-западной части Шатурского района.
На территории поселения расположено несколько озёр: Святое, Муромское, Чёрное (Торбеевское), Белое, Чёрное-Спасское, Соколье и Ярмолы.

## История
В ходе муниципальной реформы, проведённой после принятия федерального закона 2003 года «Об общих принципах организации местного самоуправления в Российской Федерации», в Московской области были сформированы городские и сельские поселения.
Городское поселение Шатура было образовано согласно закону Московской области от 21 января 2005 г. № 18/2005-ОЗ «О статусе и границах Шатурского муниципального района и вновь образованных в его составе муниципальных образований».
В состав городского поселения вошли город Шатура и ещё 23 сельских населённых пункта Бордуковского, Кривандинского и Петровского сельских округов. Старое деление на сельские округа было отменено позже, в 2006 году.
Предварительно, В 2004 году, в состав города Шатура были включены посёлок городского типа Керва и деревня Ботино.
Первым главой поселения стал Филимонов Алексей Владимирович, избран 4 декабря 2005.

## Население
| 2006    | 2007    | 2008    | 2009    | 2010    | 2011    |
| ------- | ------- | ------- | ------- | ------- | ------- |
| 38 601  | ↘37 801 | ↘37 719 | ↘37 553 | ↗39 848 | ↗40 160 |
| 2012    | 2013    | 2014    | 2015    | 2016    | 2017    |
| →40 160 | ↗40 301 | ↗40 451 | ↗40 669 | ↗40 741 | ↘40 572 |

## Состав
В состав городского поселения Шатура входят 24 населённых пункта (1 город, 10 посёлков, 1 село и 12 деревень):
| Вид     | Наименование        | Население, чел. (2010) | ОКАТО          | Бывшая административная единица |
| ------- | ------------------- | ---------------------- | -------------- | ------------------------------- |
| посёлок | 12 посёлок          | 159                    | 46 257 831 013 | Петровский сельский округ       |
| посёлок | 18 посёлок          | 52                     | 46 257 831 014 | Петровский сельский округ       |
| посёлок | 19 посёлок          | 25                     | 46 257 831 015 | Петровский сельский округ       |
| посёлок | 21 посёлок          | 9                      | 46 257 831 016 | Петровский сельский округ       |
| деревня | Андреевские Выселки | 61                     | 46 257 831 006 | Петровский сельский округ       |
| деревня | Воронинская         | 114                    | 46 257 816 006 | Кривандинский сельский округ    |
| деревня | Гавриловская        | 40                     | 46 257 816 005 | Кривандинский сельский округ    |
| посёлок | Долгуша             | 282                    | 46 257 804 010 | Бордуковский сельский округ     |
| деревня | Кобелёво            | 138                    | 46 257 831 005 | Петровский сельский округ       |
| посёлок | Красные Луга        | 0                      | 46 257 816 008 | Кривандинский сельский округ    |
| деревня | Кузнецово           | 11                     | 46 257 831 008 | Петровский сельский округ       |
| деревня | Левошево            | 1175                   | 46 257 831 002 | Петровский сельский округ       |
| деревня | Митинская           | 136                    | 46 257 831 003 | Петровский сельский округ       |
| деревня | Новосидориха        | 73                     | 46 257 816 007 | Кривандинский сельский округ    |
| село    | Петровское          | 278                    | 46 257 831 001 | Петровский сельский округ       |
| деревня | Поздняки            | 33                     | 46 257 831 010 | Петровский сельский округ       |
| посёлок | Северная Грива      | 562                    | 46 257 804 011 | Бордуковский сельский округ     |
| деревня | Слобода             | 78                     | 46 257 831 009 | Петровский сельский округ       |
| посёлок | Соколья Грива       | 0                      | 46 257 804 012 | Бордуковский сельский округ     |
| посёлок | Тархановка          | 97                     | 46 257 831 012 | Петровский сельский округ       |
| деревня | Тархановская        | 22                     | 46 257 831 007 | Петровский сельский округ       |
| деревня | Филисово            | 46                     | 46 257 831 004 | Петровский сельский округ       |
| город   | Шатура              | 36 714                 | 46 257 501     |                                 |
| посёлок | Шатурторф           | 3 572                  | 46 257 831 017 | Петровский сельский округ       |

## Культура
В систему МУК «Централизованная библиотечная система городского поселения Шатура» входит 5 библиотек: Шатурская центральная библиотека, Шатурская детская городская библиотека, Кервская городская библиотека, Шатурторфская библиотека и Петровская библиотека